# Coleophora draghiaella
Coleophora draghiaella é uma espécie de mariposa do gênero Coleophora pertencente à família Coleophoridae.